# Erik Tulindberg
Erik Tulindberg, född 22 februari 1761 i Lillkyro, Finland, död 1 september 1814 i Åbo, var en finsk violinist och kompositör.
15 år gammal påbörjade Tulindberg studier vid Kungliga Akademien i Åbo, där han tog examen 1782. Två år senare flyttade han till Uleåborg där han tjänstgjorde som civil tjänsteman till 1809, då han flyttade tillbaka till Åbo. Tulindberg, som även spelade cello, valdes in i Kungliga Musikaliska Akademien 1797.
Erik Tulindbergs musikaliska bakgrund är okänd, men han studerade förmodligen violin för Carl Peter Lenning som var musikdirektör vid Åbo Akademi.
Hans stråkkvartetter var länge försvunna, men återfanns 1923 i samlingarna på Helsingfors universitetsbibliotek. Då stämmorna för andre violinen och violan saknades har de rekonstruerats ett antal gånger, senast 2004 av Anssi Mattila, en cembalist och dirigent som är specialist på 1700-talsmusik.

## Verk
- Violinkonsert i B-dur, op. 1
- 3 Stråkkvartetter, op. 2
  - Nr 1 i B-dur
  - Nr 2 i d-moll
  - Nr 3 i C-dur
- 3 Stråkkvartetter, op. 3
  - Nr 1 i G-dur
  - Nr 2 i c-moll
  - Nr 3 i F-dur
- Polonaise con variationi för soloviolin